# ARPI Zaporoże
ARPI Zaporoże (ukr. Футзальний клуб «АРПІ» Запоріжжя, Futzalnyj Kłub "ARPI" Zaporiżżia) – ukraiński klub futsalu, mający siedzibę w mieście Zaporoże. Od sezonu 2018/19 występuje w futsalowej Ekstra-Lidze Ukrainy.

## Historia
Chronologia nazw:
- 2006: ARPI Donieck (ukr. «АРПІ» Донецьк)
- 2015: ARPI Zaporoże (ukr. «АРПІ» Запоріжжя)

Klub futsalowy ARPI Donieck został założony w Doniecku we wrześniu 2006 roku i reprezentował firmę ARPI – agencję dystrybucji czasopism na Ukrainie. Większość piłkarzy stanowiła grupa wychowanków DPI. Najpierw zespół startował w mistrzostwach miasta wielokrotnie zdobywając tytuł mistrza Doniecka. W sezonie 2009/10 klub debiutował w profesjonalnych rozgrywkach Pierwszej Ligi, zdobywając pierwsze miejsce w grupie wschodniej, a potem w turnieju finałowym wicemistrzostwo ligi. W sezonie 2011/12 był drugim w grupie wschodniej Pierwszej Ligi. Potem grał w rozgrywkach amatorskich. Po wybuchu wojny w Donbasie stracił możliwość rozgrywania meczów we własnej hali dlatego podczas przerwy zimowej sezonu 2014/15 klub zmienił swoją siedzibę na Zaporoże. Najpierw występował w mistrzostwach miasta. W sezonie 2016/17 ponownie startował w profesjonalnych rozgrywkach, zdobywając trzecie miejsce w Drugiej Lidze. W następnym sezonie 2017/18 klub zwyciężył w Pierwszej Lidze i zdobył awans do rozgrywek Ekstra-ligi. W sezonie 2018/19 zajął ósme miejsce.
Obecnie gra w najwyższej klasie rozgrywek ukraińskiego futsalu.

## Barwy klubowe, strój
| Niebieski | Biały |

Zawodnicy klubu zazwyczaj grają swoje mecze domowe w niebieskich lub białych strojach.

## Sukcesy

### Trofea międzynarodowe
Nie uczestniczył w rozgrywkach europejskich (stan na 31-05-2019).

### Trofea krajowe
| \| \| Zdobyte trofea w rozgrywkach Ukrainy (stan na: 31-05-2019) \| |                                                            |      |                           |
| Rozgrywki                                                           | Osiągnięcie                                                | Razy | Sezon(y)                  |
| · Mistrzostwo                                                       | I miejsce                                                  | 0    |                           |
| · Mistrzostwo                                                       | II miejsce                                                 | 0    |                           |
| · Mistrzostwo                                                       | III miejsce                                                | 0    |                           |
| · Mistrzostwo                                                       | 8. miejsce                                                 | 1    | 2018/19                   |
| Puchar                                                              | zdobywca                                                   | 0    |                           |
| Puchar                                                              | finalista                                                  | 0    |                           |
| Puchar Ligi                                                         | zdobywca                                                   | 0    |                           |
| Puchar Ligi                                                         | finalista                                                  | 0    |                           |
| Puchar Ligi                                                         | ćwierćfinalista                                            | 3    | 2010/11, 2011/12, 2015/16 |
| II liga                                                             | I miejsce                                                  | 1    | 2017/18                   |
| II liga                                                             | II miejsce                                                 | 1    | 2009/10                   |
| II liga                                                             | III miejsce                                                | 0    |                           |
| Ukraina                                                             | Zdobyte trofea w rozgrywkach Ukrainy (stan na: 31-05-2019) |      |                           |

## Piłkarze i trenerzy klubu

### Trenerzy
Eduard Bosenko (2007–201?)
 ?
 Eduard Bosenko (p.o.) (02.2019–obecnie)

## Struktura klubu

### Stadion
Klub rozgrywa swoje mecze domowe w Hali Pałacu Sportu ZAS w Zaporożu. Pojemność: 1000 miejsc siedzących.

### Sponsorzy
- "ARPI" – Agencja dystrybucji czasopism (ros. Агенство распространения периодических изданий)